# Дьоміно (Тугулимський міський округ)
Дьо́міно (рос. Дёмино) — село у складі Тугулимського міського округу Свердловської області.
Населення — 62 особи (2010, 68 у 2002).
Національний склад станом на 2002 рік: росіяни — 96 %.